# M.Chamakalahalli, Mulbagal
M.Chamakalahalli là một làng thuộc tehsil Mulbagal, huyện Kolar, bang Karnataka, Ấn Độ.